# Folsomia duodecimoculata
Folsomia duodecimoculata är en urinsektsart som beskrevs av Ford 1962. Folsomia duodecimoculata ingår i släktet Folsomia och familjen Isotomidae. Inga underarter finns listade i Catalogue of Life.